# Óhíd
Óhíd község Zala vármegyében, a Zalaszentgróti járásban.

## Fekvése
Óhíd Zala vármegye északkeleti részén, Zalaszentgrót és Sümeg között fekvő község. A település a Keszthely–Vindornyaszőlős–Szalapa–Jánosháza között húzódó 7331-es út mellett terül el, de egy rövid bekötőúton (73 166-os út) összeköttetésben áll Mihályfa településen keresztül a Sümeg–Szalapa közti 7328-as úttal is. Egy szakaszon közvetlenül a település határa mellett halad el a Kisgörbő-Zalaszentgrót közt húzódó 7334-es útis, de nem lép be óhídi közigazgatási területre.
Óhídra Zalaszentgrótról mintegy tíz autóbusz közlekedik naponta, amelyek többsége helyközi és távolsági járat, így továbbközlekednek Sümeg, Veszprém, Keszthely és Budapest felé.

## Története
A falu egy részének első említése 1406-ból való. A XV. században teljesen nemesi település volt. A törökök ellen erődítmény létesült a településen, de mindezek ellenére többször behódolt, ám mindig csak pár évig fizethetett adót. A törökellenes harcban Óhíd teljesen függetlenül működött, ezért Szentgrót kapitánya többször panaszt is emelt a település ellen.
A 18. században nagyobb változásokon ment át a település. Nőtt a nem nemesek (elsősorban jobbágyok) aránya, amely ekkor már mintegy 50%-ot tett ki. A század elején tanítót fogadott Óhíd, templomát 1733-ban emelte, így egyre vonzóbbá vált a beköltözésre a környező településeken élők számára. 1785-re már 690 fő volt lakóinak száma.
A 19–20. században a földművelés mellett az állattenyésztés vált általános jövedelemforrássá, de több iparos is műhelyt nyitott a faluban. 1922-ben 1000 főnél népesebb településsé vált, így nagyközségi rangot kapott. 1952-től van autóbusz-összeköttetése Sümeggel. A városok felé történő ingázás az 1960-as években indult meg, de később a településről való elvándorlás is jelentőssé vált.
Zala és Veszprém vármegye határán, egy kis völgykatlanban fekvő település, melyet a Fenyősi-patak szel át. A környező települések között központi szerepet tölt és tölt be napjainkban is a település. A falu szőlőbirtokai a Huszonya-hegyen találhatók, a dombok gerincéről kitűnő kilátás nyílik Sümeg felé, a Somlóra és a Ság hegyre. Az óhídi szállásadók természetjáró programokkal a Huszonya-hegyen kitűnő pinceszerekkel, tájjellegű specialitásokkal várják a turistákat.

## Közélete

### Polgármesterei
- 1990–1994: Vadkerti Antal (független)[3]
- 1994–1998: Vadkerti Antal (független)[4]
- 1998–2002: Hársfalvi Károly (független)[5]
- 2002–2006: Hársfalvi Károly (független)[6]
- 2006–2010: Molnár András (független)[7]
- 2010–2014: Molnár András (független)[8]
- 2014–2019: Molnár András (független)[9]
- 2019–2024: Nagy Miklós (független)[10]
- 2024– : Nagy Miklós (független)[1]

## Népesség
A település népességének változása:
| Lakosok száma | 609  | 591  | 595  | 536  | 489  | 498  | 489  |
|               | 2013 | 2014 | 2015 | 2021 | 2022 | 2023 | 2024 |

A 2011-es népszámlálás idején a nemzetiségi megoszlás a következő volt: magyar 96,4%, cigány 3%. A lakosok 74,9%-a római katolikusnak, 1,8% reformátusnak, 6,1% felekezeten kívülinek vallotta magát (16% nem nyilatkozott).
2022-ben a lakosság 89,8%-a vallotta magát magyarnak, 1,6% németnek, 1,2% cigánynak, 0,8% ukránnak, 0,2% görögnek, 1,4% egyéb, nem hazai nemzetiségűnek (9,4% nem nyilatkozott; a kettős identitások miatt a végösszeg nagyobb lehet 100%-nál). Vallásuk szerint 52,6% volt római katolikus, 3,3% református, 0,2% evangélikus, 0,2% görög katolikus, 2,2% egyéb keresztény, 2% egyéb katolikus, 4,3% felekezeten kívüli (35,2% nem válaszolt).

## Nevezetességei
- Millenniumi Park
- Hősök szobra
- Templom